# Maria Modig
Maria Modig, född 10 april 1945 i Katarina församling, Stockholm, är en svensk filosof och författare.